# La Jonxion
La Jonxion réunit sous une même appellation le parc d'innovation Belfort-Montbéliard de 150 hectares, composé de deux ZAC (la ZAC TGV réalisée par le conseil départemental du Territoire de Belfort et la ZAC Plutons portée par la communauté de l'Agglomération belfortaine) ainsi qu'un programme immobilier de 20 000 m2 : Jonxion 1.
Il est situé sur la commune de Meroux, en Bourgogne-Franche-Comté, autour de la gare de Belfort - Montbéliard TGV. La Jonxion a pour vocation d'accueillir locaux et bureaux réunissant à terme plusieurs milliers emplois. La création de ce parc a été décidée par le conseil départemental du Territoire de Belfort et la communauté de l'Agglomération Belfortaine.

## Jonxion 1, premier immeuble tertiaire
Depuis la livraison de ce premier immeuble tertiaire BBC HQE, des activités institutionnelles, des bureaux d'études et des membres de professions libérales, un hôtel, un restaurant brasserie, une enseigne de vente à emporter et un centre d'affaires se sont installés.

## À proximité de la Jonxion
Le site de Sevenans de l'Université de technologie de Belfort-Montbéliard est situé à proximité du parc tertiaire, de même que l'Hôpital Nord Franche-Comté.

## Transports
Le parc d'innovation est accessible depuis l'A36  11 (échangeur de Sevenans) puis sur la RN1019  5 ou  4. Il est situé à 15 kilomètres de la frontière suisse.
Le site est desservi directement par la gare de Belfort - Montbéliard TGV située sur la LGV Rhin-Rhône. Le réseau Optymo du Territoire de Belfort dessert le secteur avec la ligne urbaine 3 et les lignes périurbaines 25, 26, 35 (93 les dimanches et fêtes).
La Jonxion est aussi accessible depuis Belfort par la piste cyclable Francovélosuisse qui reliera également en 2013 Porrentruy (Suisse) et offrira une connexion avec l’itinéraire cyclable européen EuroVelo 6 (Nantes-Budapest) qui passe à proximité.